# Chien de carrefour

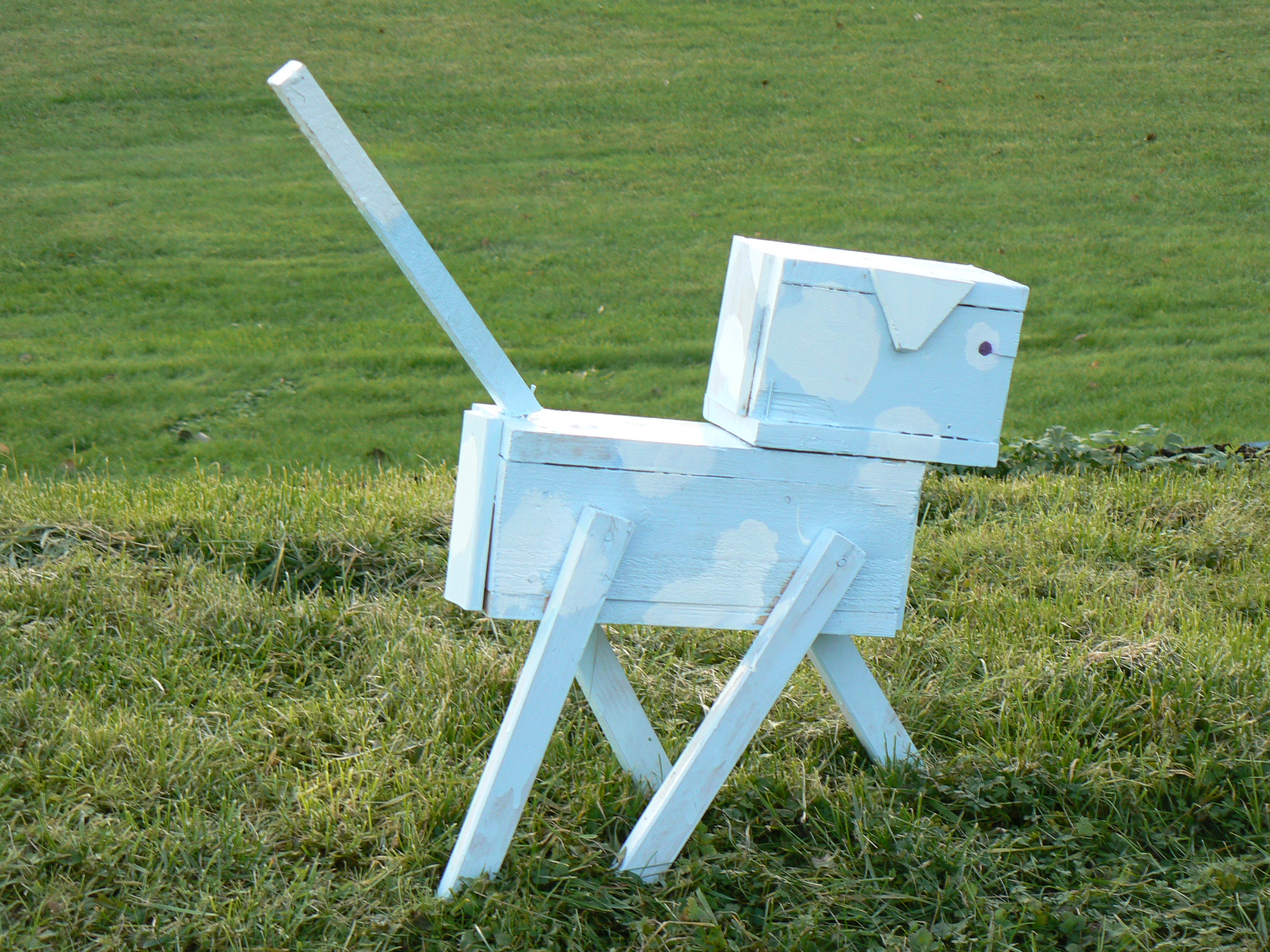
Chien de carrefour à Linköping (Suède).

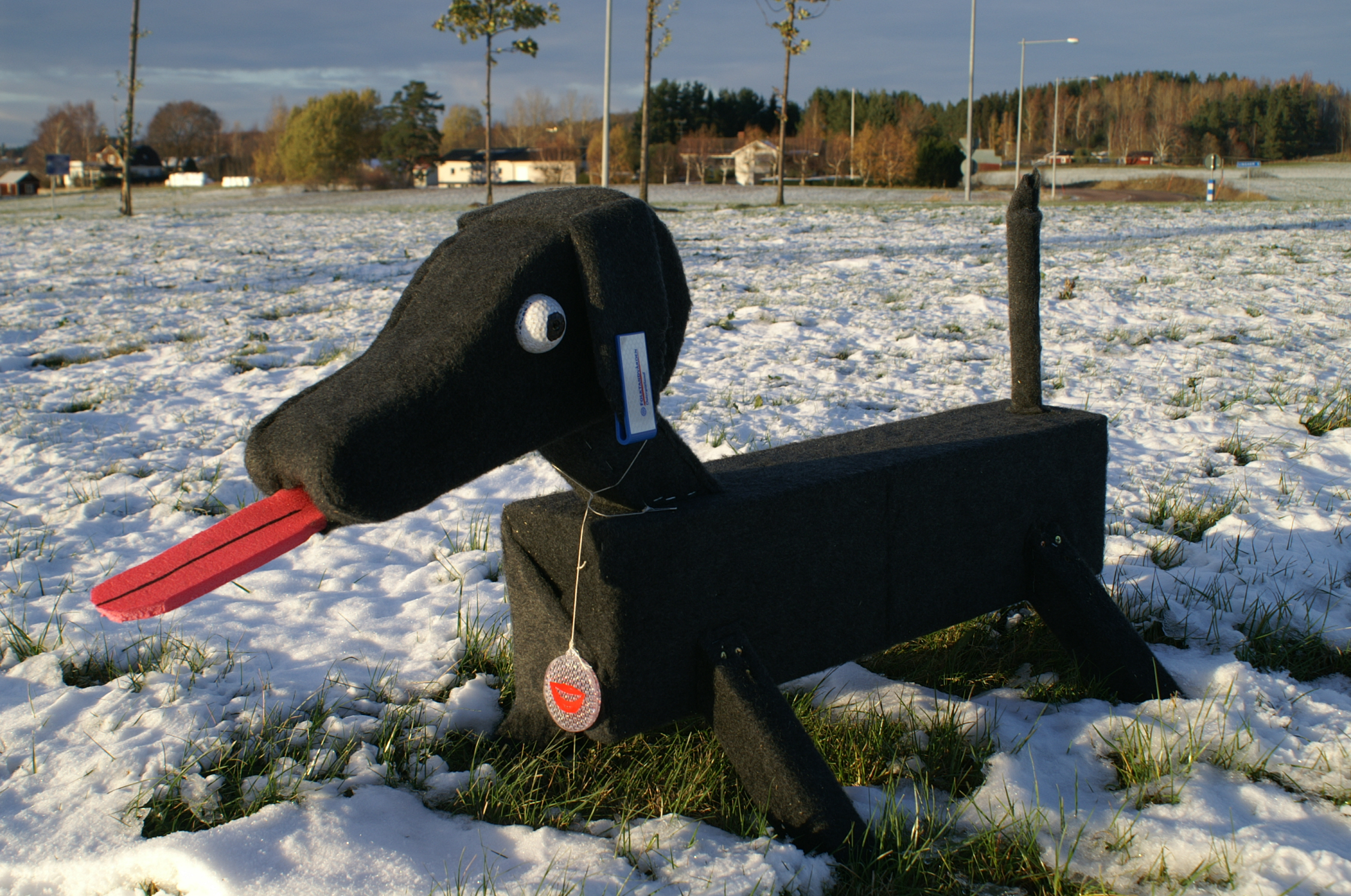
Chien de carrefour à Varberg (Suède).

Un chien de carrefour (roundabout dog en anglais, rondellhund en suédois) est une installation d'art urbain consistant en une sculpture de chien faite par une personne anonyme et placée dans un carrefour giratoire. Ce phénomène est essentiellement suédois.

## Concept
On définit un chien de carrefour comme une installation d'art urbain faite par un anonyme et consistant en une sculpture de chien placée sur un carrefour giratoire.
L'origine de ce mouvement est suédoise mais il essaime dans d'autres pays[évasif].

## Origine

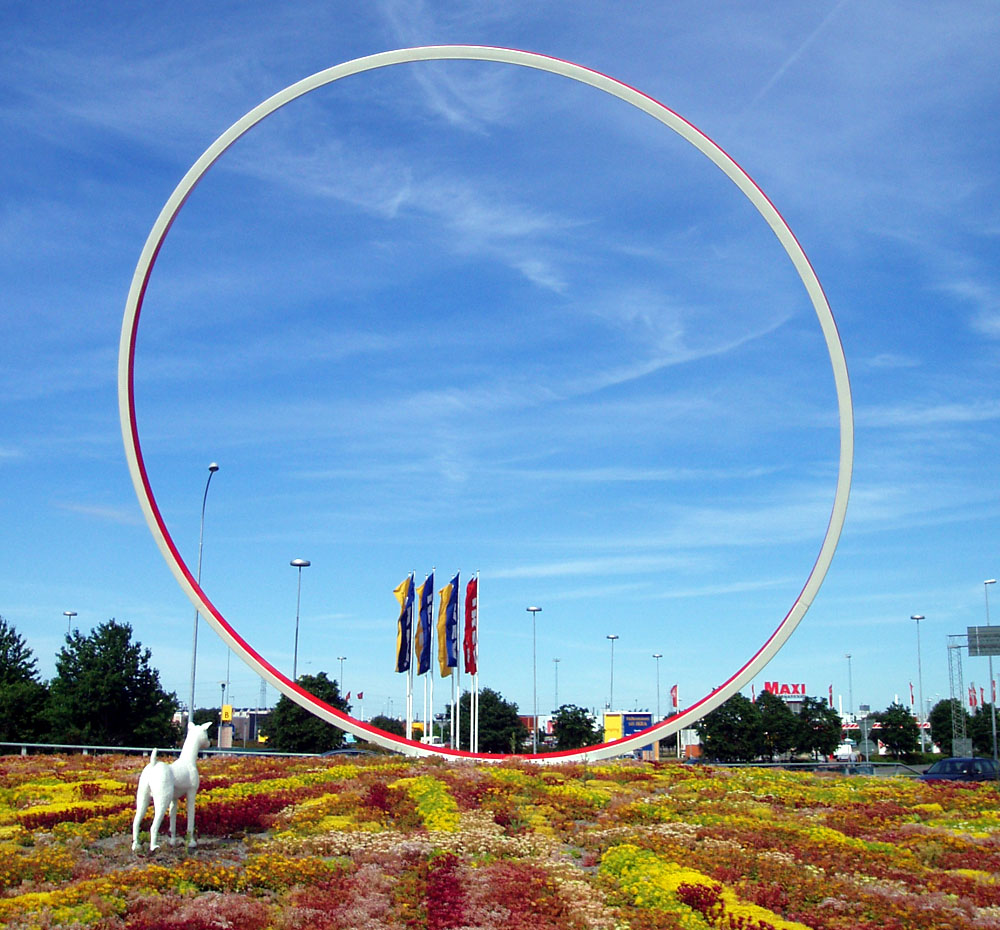
L'œuvre Cirkulation II de Stina Opitz avec le chien originel en juin 2007.

L'artiste Stina Opitz (sv) crée officiellement une installation destinée à décorer un carrefour giratoire de Linköping. Intitulée Cirkulation II, elle se compose d'un chien regardant un grand anneau vertical. Lorsque la statue du chien a disparu, et alors que Stina Opitz se préparait à la remplacer, un inconnu installa à sa place une réplique artisanale en bois du chien disparu, donnant naissance au mouvement.

## Polémique
La publication en 2007, par le journal Nerikes Allehanda, d'un dessin de Lars Vilks représentant Mahomet en chien de carrefour provoque de vives protestations dans de nombreux pays musulmans,,,,,.